# Ciumești
Ciumești is een Roemeense gemeente in het district Satu Mare.
Ciumești telt 1440 inwoners.